# Cecilia Seghizzi
Cecilia Seghizzi (5. září 1908 Gorizia – 22. listopadu 2019 ) byla italská hudební skladatelka. Jejím otcem byl skladatel a sbormistr Cesare Augusto Seghizzi. Během první světové války byla v uprchlickém táboře v rakouské obci Wagna. Po návratu do Itálie začala studovat hru na housle (jejím pedagogem byl Alfredo Lucarini). Následně se věnovala jak koncertování, tak i pedagogické činnosti. Později se začala věnovat také skladatelské činnosti. Složila více než 130 kompozic, často sborové hudby.